# Khoratamia phattharajani
Khoratamia phattharajani — викопний вид амієподібних риб вимерлої родини Sinamiidae, що існував у ранній крейді в Азії. Описаний у 2023 році.

## Скам'янілості
Викопні рештки риби знайдено у 2018 році під час спільних тайсько-японських розкопок у відкладеннях формації Кхок-Круат в окрузі Муеанг Накхон Ратчасіма в провінції Нахонратчасіма на північному сході Таїланду. Це була тривимірна передня половина риби, яка була зламана в польових умовах і склеєна в лабораторії. Рештки зберігаються в Північно-Східному науково-дослідному інституті скам'янілої деревини та мінеральних ресурсів.

## Етимологія
Родова назва Khoratamia походить від слова «Кхорат», місцевої назви міста та провінції Накхонратчасіма на північному сході Таїланду + назва риби амія.